# Tadeusz Nowicki (tenisista)
Tadeusz Marian Nowicki (ur. 7 lipca 1946 w Łodzi) – polski tenisista, reprezentant kraju w Pucharze Davisa.

## Kariera zawodowa
Wychowanek Miejskiego Klubu Tenisowego w Łodzi, gdzie jego ojciec był trenerem. Następnie reprezentował warszawską Legię. Nowicki nigdy nie osiągał finałów zawodów ATP World Tour. Najwyższą pozycję w rankingu singlowym w erze open osiągnął 15 października 1973, a było to 119. miejsce.
Tenisista reprezentował Polskę w Pucharze Davisa w latach 1965–1981. Zagrał w dwudziestu pięciu konfrontacjach. Rozegrał czterdzieści sześć spotkań, z czego wygrał osiemnaście. Zwyciężył w siedmiu z dwudziestu dwóch meczów gry pojedynczej i w jedenastu z dwudziestu czterech pojedynków gry podwójnej.
W 2021 został odznaczony Krzyżem Kawalerskim Orderu Odrodzenia Polski.

### Wielki Szlem
Tadeusz Nowicki jedenastokrotnie brał udział w zawodach singlowych zaliczanych do Wielkiego Szlema – ośmiokrotnie na French Open i trzykrotnie na Wimbledonie. Jego najlepszym wynikiem z Paryża jest czwarta runda osiągnięta w 1971 roku. W Londynie nigdy nie wygrał spotkania. W grze podwójnej również występował tylko w dwóch z czterech turniejów wielkoszlemowych. Mimo że osiągał drugą rundę rywalizacji w obu turniejach, to nigdy nie wygrał ani jednego spotkania, bo do jego awansów przyczyniły się walkowery przeciwników.

### Występy singlowe w Wielkim Szlemie
| Turniej                 | 1967 | 1968 | 1969 | 1970 | 1971 | 1972 | 1973 | 1974 | W–L |
| ----------------------- | ---- | ---- | ---- | ---- | ---- | ---- | ---- | ---- | --- |
| Turnieje wielkoszlemowe |      |      |      |      |      |      |      |      |     |
| Australian Open         | A    | A    | A    | A    | A    | A    | A    | A    | 0–0 |
| French Open             | 1R   | 1R   | 2R   | 2R   | 4R   | 2R   | 2R   | 1R   | 5–7 |
| Wimbledon               | A    | A    | 1R   | A    | A    | A    | 1R   | 1R   | 0–3 |
| US Open                 | A    | A    | A    | A    | A    | A    | A    | A    | 0–0 |

### Występy deblowe w Wielkim Szlemie
| Turniej                 | 1967 | 1968 | 1969 | 1970 | 1971 | 1972 | 1973 | 1974 | W–L |
| ----------------------- | ---- | ---- | ---- | ---- | ---- | ---- | ---- | ---- | --- |
| Turnieje wielkoszlemowe |      |      |      |      |      |      |      |      |     |
| Australian Open         | A    | A    | A    | A    | A    | A    | A    | A    | 0–0 |
| French Open             | A    | A    | 1R   | 1R   | 2R   | 1R   | A    | 1R   | 0–5 |
| Wimbledon               | A    | A    | 2R   | 1R   | A    | A    | 1R   | A    | 0–3 |
| US Open                 | A    | A    | A    | A    | A    | A    | A    | A    | 0–0 |